# The Choir Invisible
The Choir Invisible ist ein Jazzalbum von Charlotte Greve mit dem Schlagzeuger Vinnie Sperrazza und dem Bassisten Chris Tordini. Die am 26. April 2018 im Studio Brooklyn Recording, New York City entstandenen Aufnahmen erschienen am 21. August 2020 auf Intakt Records.

## Hintergrund
Die Saxophonistin Charlotte Greve hat seit ihrer Ankunft in New York in zahlreichen Projekten gearbeitet, die vom Modern Jazz über Big Band, Jazzchor bis hin zu elektronischem Pop reichen. The Choir Invisible ist das Debütalbum des 2017 gegründeten gleichnamigen Trios aus Charlotte Greve, Vinnie Sperrazza und Chris Tordini, drei Musikern aus Brooklyns Musikszene.

## Titelliste
- Charlotte Greve / Vinnie Sperrazza / Chris Tordini: The Choir Invisible (Intakt CD 347)[3]

1. Chant (Charlotte Greve) 1:28
2. These Materials (Charlotte Greve)  0:59
3. Low /(Charlotte Greve) 6:44
4. 1.7 (Christopher Tordini) 5:35
5. Change Your Name (Vinnie Sperrazza) 4:44
6. Zuppio (Charlotte Greve) 5:13
7. e( (Christopher Tordini) 6:39
8. Daily Task (Charlotte Greve) 3:07
9. The Choir Invisible (Vinnie Sperrazza) 4:03

## Rezeption
Nach Ansicht von Dan McClenaghan, der das Album in All About Jazz rezensierte, ist die Musik von einer einfachen, aber oft intensiven Schönheit. Wenn als Thema eine Altsaxophon, Bass- und Schlagzeugband erwähnt werde, falle immer Ornette Coleman ein, meint der Autor; eine flexible Musik, die nicht an ein Akkordinstrument gebunden ist. Aber der Ansatz von The Choir Invisible sei melodischer, weniger eckig und elastischer, und die drei Spieler teilten sich die gleichen Eingaben in die Kreationen der Klänge untereinander auf.
Der Kritiker von Jazziz notierte: „Keine endlosen, grenzenlosen Improvisationen; stattdessen eine Symbiose aus spontanen Strömungen und dem Drang nach Struktur.“ The Choir Invisible könnte das Potenzial einer Band gut beschreiben, so der Autor, die es mit drei Instrumenten schafft. „In den weiten Dimensionen des Trios erstrahle die Polyphonie eines Chores. Euphorisch und doch im täglichen Leben verwurzelt“, zitiert er Bert Noglik, der die Liner Notes schrieb.
Nach Ansicht von Dave Sumner, der das Album in Bandcamp Daily als eine der besten Neuerscheinungen des Monats auswählte, scheint Greve die Art von Künstlerin zu sein, die in der Lage sei, viele verschiedene kreative Wege gleichzeitig zu beschreiten. Die Melodik ist bei dieser Session sowohl eins als auch drei, als würden drei Nebenflüsse zum selben Meer fließen, aber unterschiedliche Wege gehen, um dorthin zu gelangen, und an entscheidenden Punkten gemeinsam zusammenkommen.